# 三好赤甫
三好 赤甫（みよし せきほ、寛政10年（1798年） - 明治5年10月9日（1872年11月5日））は、江戸時代後期から明治時代初期にかけての文雅家・俳人。幼名は亀吉。通称は才市、別号には月坡・待花園がある。

## 経歴・人物
近江甲賀郡大野村（現：滋賀県甲賀市土山町大野）の魚商。若い頃から俳諧を好み、家業を子に譲ると家を去り、京都東福寺の僧・俳人である虚白に師事して俳諧を十余年学んだ。その後故郷に戻り、近隣の子弟に俳諧を教えた。俳著に『窓あかり』がある。明治5年に病没し、若王寺に葬られた。
現在、生家にて三好赤甫を偲ぶ碑と説明板が建てられている。

## 三好赤甫の句
- 啼むしの力を入る嵐かな[3]
- 雪積て塵ひしもなき初日哉[4]